# Jakub Freitag
Jakub Freitag [jakub frajtag] (* 5. března 1995, Gliwice) je polský fotbalový brankář, od července 2012 působící v A-týmu Piastu Gliwice.

## Klubová kariéra
Svoji fotbalovou kariéru začal v týmu Piast Gliwice, kam se po roce stráveném v mládeži mužstva Carbo Gliwice, vrátil. Před sezonou 2012/13 se propracoval do seniorské kategorie, ale nastupoval pouze za rezervu. Od jara do podzimu 2014 nehrál kvůli zranění vůbec. Poté chytal opět za B-týmu. Před ročníkem 2016/17 podepsal s Piastem nový dvouletý kontrakt s opcí, když si ho trenéři vytáhli do prvního mužstva. Nahradil zde Rafała Leszczyńskiho, který tehdy odešel na hostování do celku Podbeskidzie Bielsko-Biała.